# ケリー・ショール
ケリー・ショール（Kerry Schall、1971年8月9日 - ）は、アメリカ合衆国の男性総合格闘家。

## 来歴
イリノイ州カンケキー出身で、シカゴ郊外のハーシャー高校でアメリカンフットボールとレスリングのスター選手だった。その後、シンシナティ大学で電気工学の学位を取得した。

### The Ultimate Fighter
UFC、Fighting Network Rings、Extreme Challengeなど、複数のMMA団体で戦った。彼は『The Ultimate Fighter 2』に出演し、1話目で怪我のため脱落した。その後、UFCの『The Ultimate Fighter 2 Finale』でケイス・ジャーディーンと対戦し、2ラウンド目にTKOで敗北した。
その後、2010年12月10日に「Nemesis Fighting: MMA Global Invasion」でポール・ブエンテロと対戦し 、判定で敗北した。
その後長い休養を経て、2013年3月20日に「IGF: GENOME 25」でサトシ・イシイと対戦し、1ラウンド目にサブミッションで敗れた。

## 人物
シャールはアマンダ・ヴァンデバーグ（看護師）と結婚しており、双子の子供アンドリューとローランがいる。また、彼はアマンダの前夫であるマット・アノアイ（プロレスラー・ロージー）の子供であるジョーダン、マディソン、コアの養父でもある。

## 戦績
| 総合格闘技 戦績 | 総合格闘技 戦績 | 総合格闘技 戦績 | 総合格闘技 戦績 | 総合格闘技 戦績 | 総合格闘技 戦績 | 総合格闘技 戦績 |
| --------------- | --------------- | --------------- | --------------- | --------------- | --------------- | --------------- |
| 1 試合          | (T)KO           | 一本            | 判定            | その他          | 引き分け        | 無効試合        |
| 0 勝            | 0               | 0               | 0               | 0               | 0               | 0               |
| 1 敗            | 0               | 0               | 0               | 1               | 0               | 0               |

| 勝敗 | 対戦相手                     | 試合結果                 | 大会名                                                                          | 開催年月日    |
| ×    | エメリヤーエンコ・ヒョードル | 1R 1:47 腕ひしぎ十字固め | リングス WORLD TITLE SERIES 1【ワールドタイトル決定トーナメント ヘビー級1回戦】 | 2001年4月20日 |